# ホテルオークラ神戸
ホテルオークラ神戸（ホテルオークラこうべ）は、兵庫県神戸市中央区にあるホテル。オークラホテルズ&リゾーツのメンバーである。

## 概要
1989年6月22日に開業。1995年1月の阪神・淡路大震災では、ロビーの天井や壁面が落下するなど、建物の内装が被害を受けたが、建物自体には大きな被害はなかった。その年、ファイトなどの窓文字を浮かび上がらせたこともあった（東日本大震災の際にも）。
開業当初はホテルオークラによる直営ホテルだったが、2001年10月1日に株式会社ホテルオークラ神戸を新設、分社化し、「株式会社ホテルオークラ神戸が施設を保有し経営主体となり、ホテル運営を株式会社ホテルオークラに委託する」という経営形態となった。
ホテルオークラ東京に準じた、和洋折衷の内装になっている。特に1階宴会場は木目を多用したインテリアと日本庭園を望むホワイエを持ち、独特のたたずまいを作っている。
2007年5月30日、藤原紀香と陣内智則の結婚披露宴が行なわれた事でも知られる。

## 施設
- 客室：459

28～29階はプレシャスフロア、30～33階はスーペリアフロアと呼ばれ、内装が異なる。
- レストラン
  - 中華料理 桃花林
  - カフェレストラン カメリア
  - 和食堂 山里
  - 鉄板焼 さざんか
  - ブッフェレストラン　有明
- 宴会場：大宴会場「平安の間」など

### ギャラリー

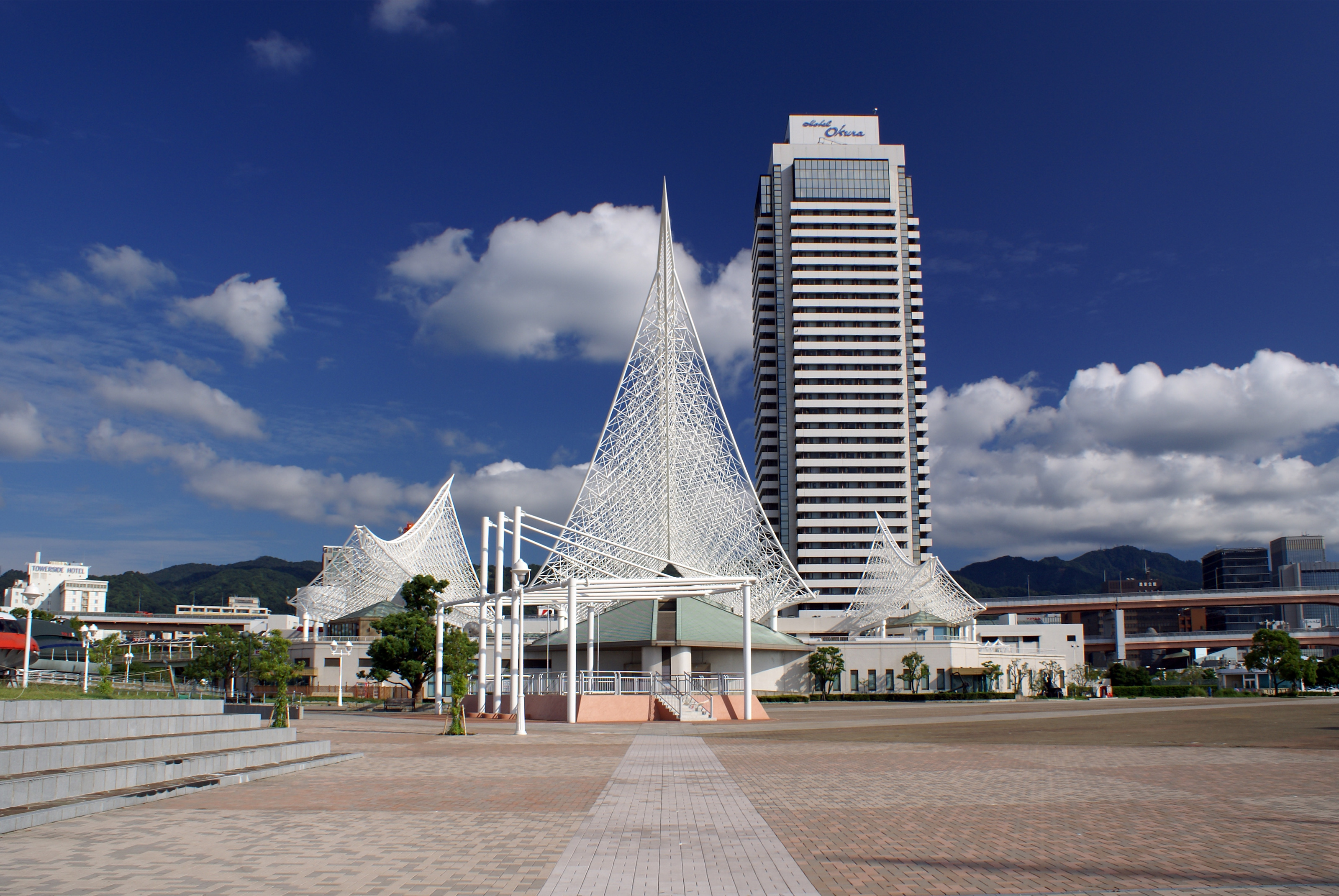
メリケンパークから。左は隣接する神戸海洋博物館
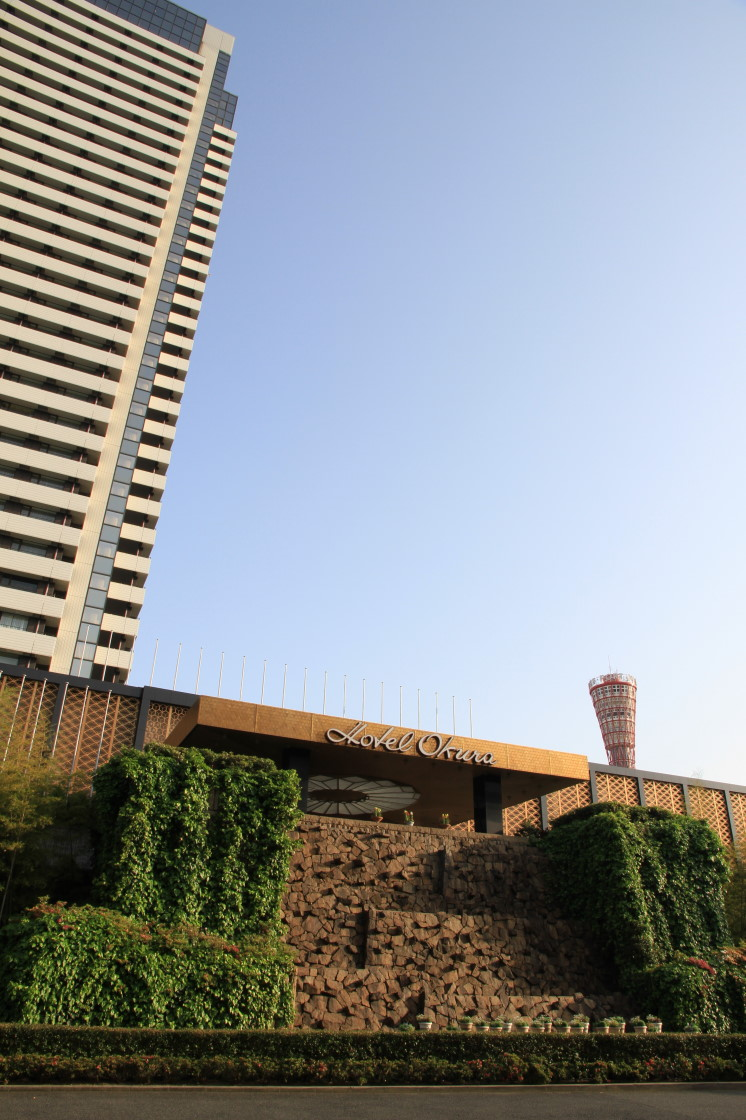
正面入口の滝
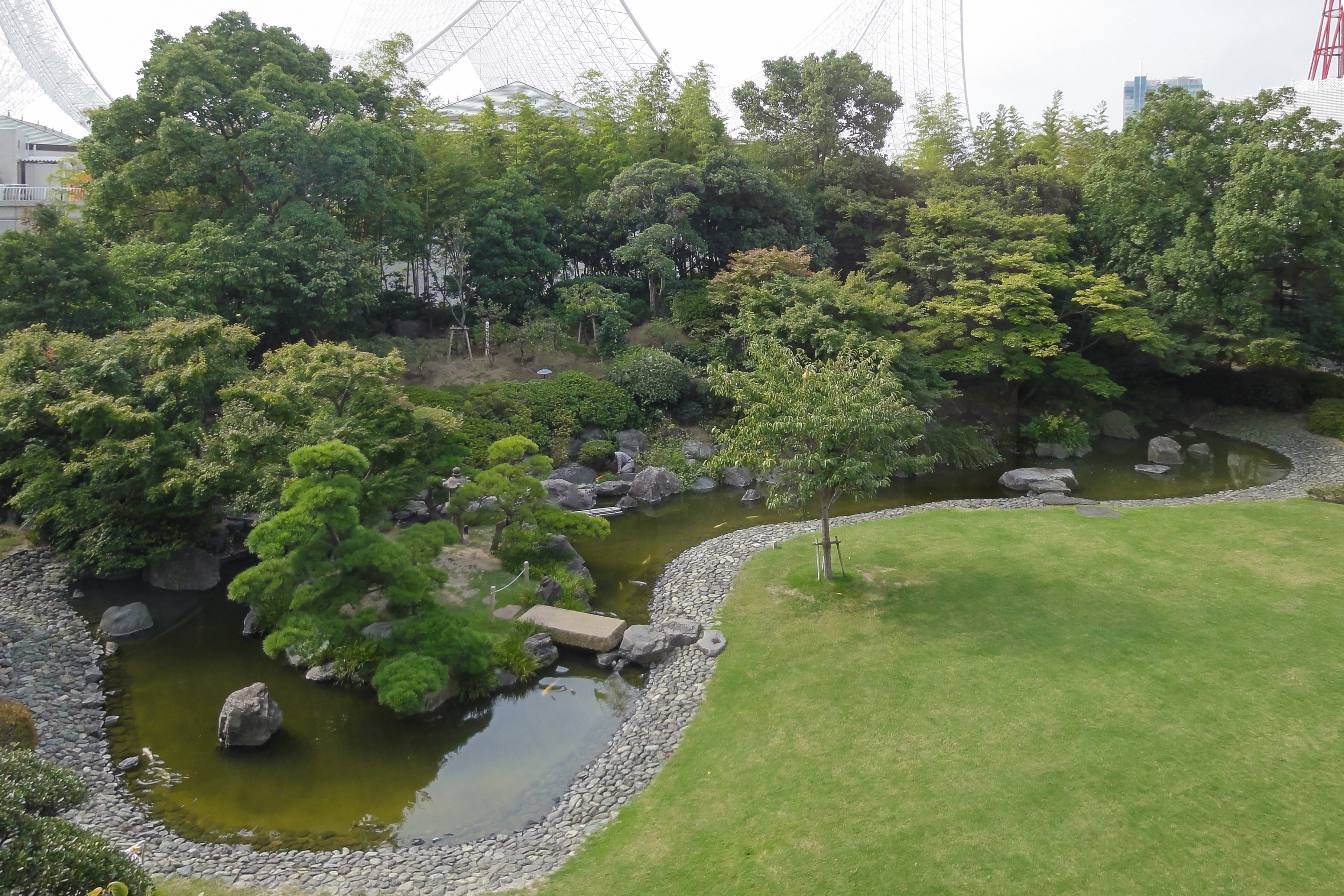
日本庭園
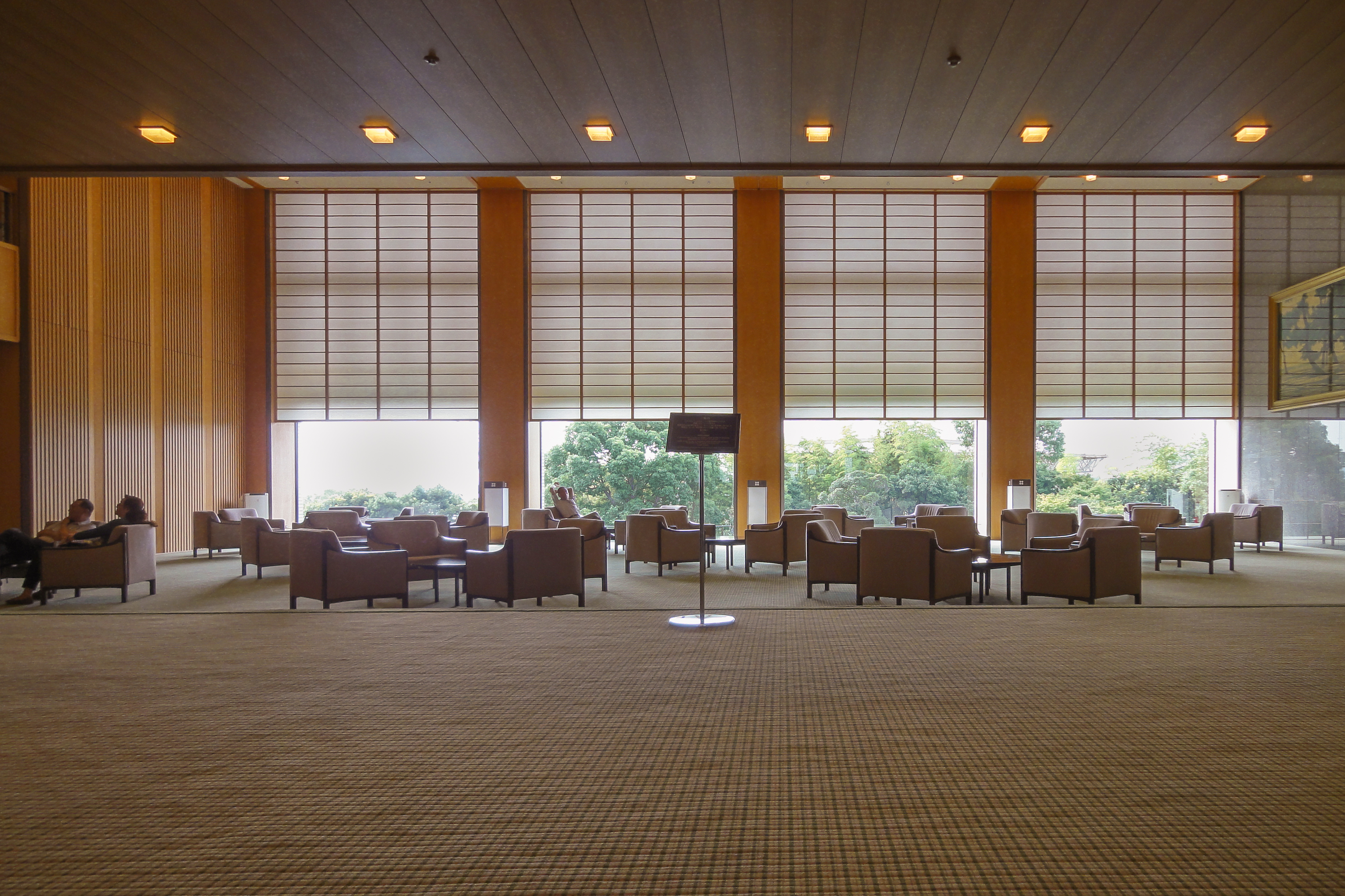
ロビー
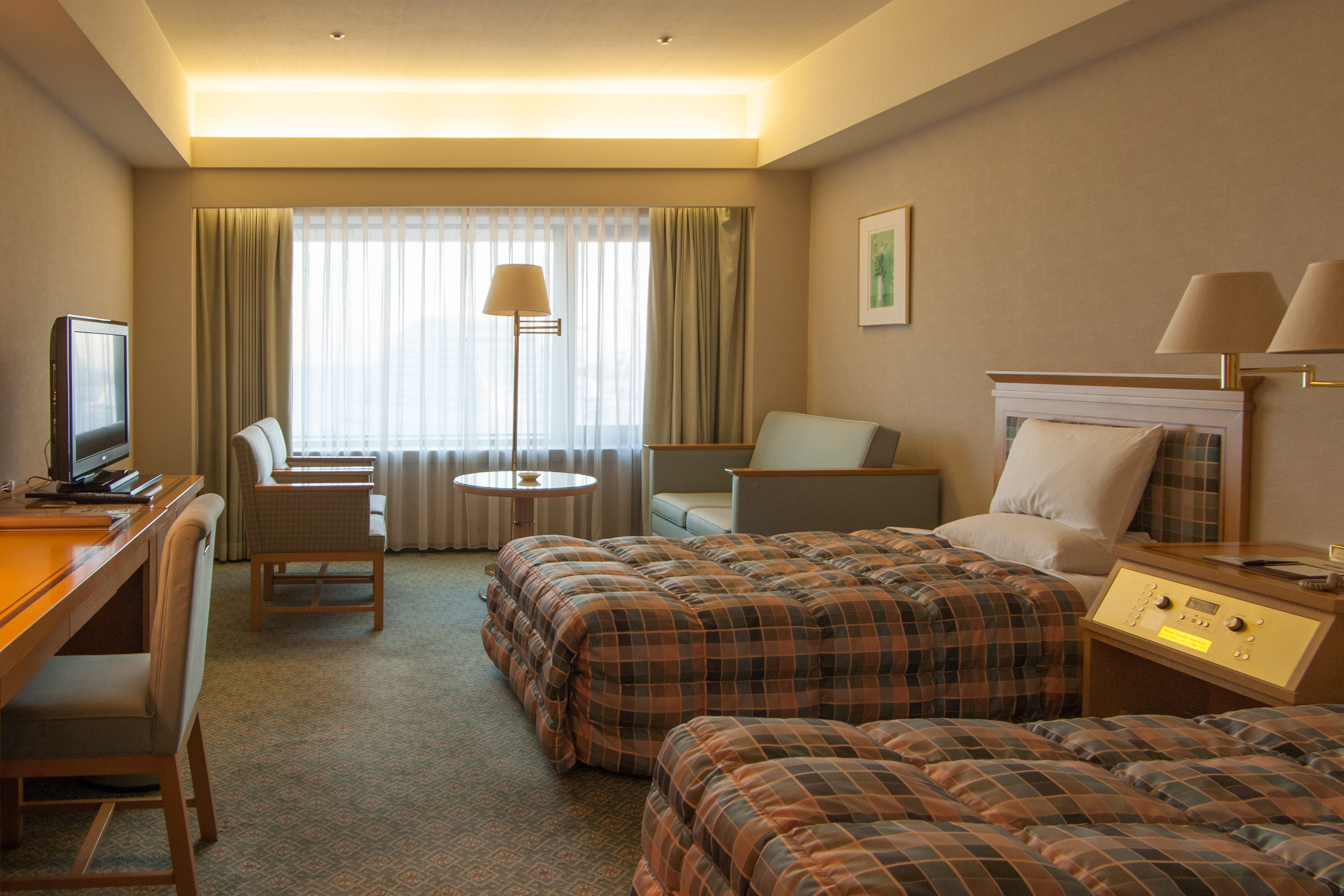
客室例
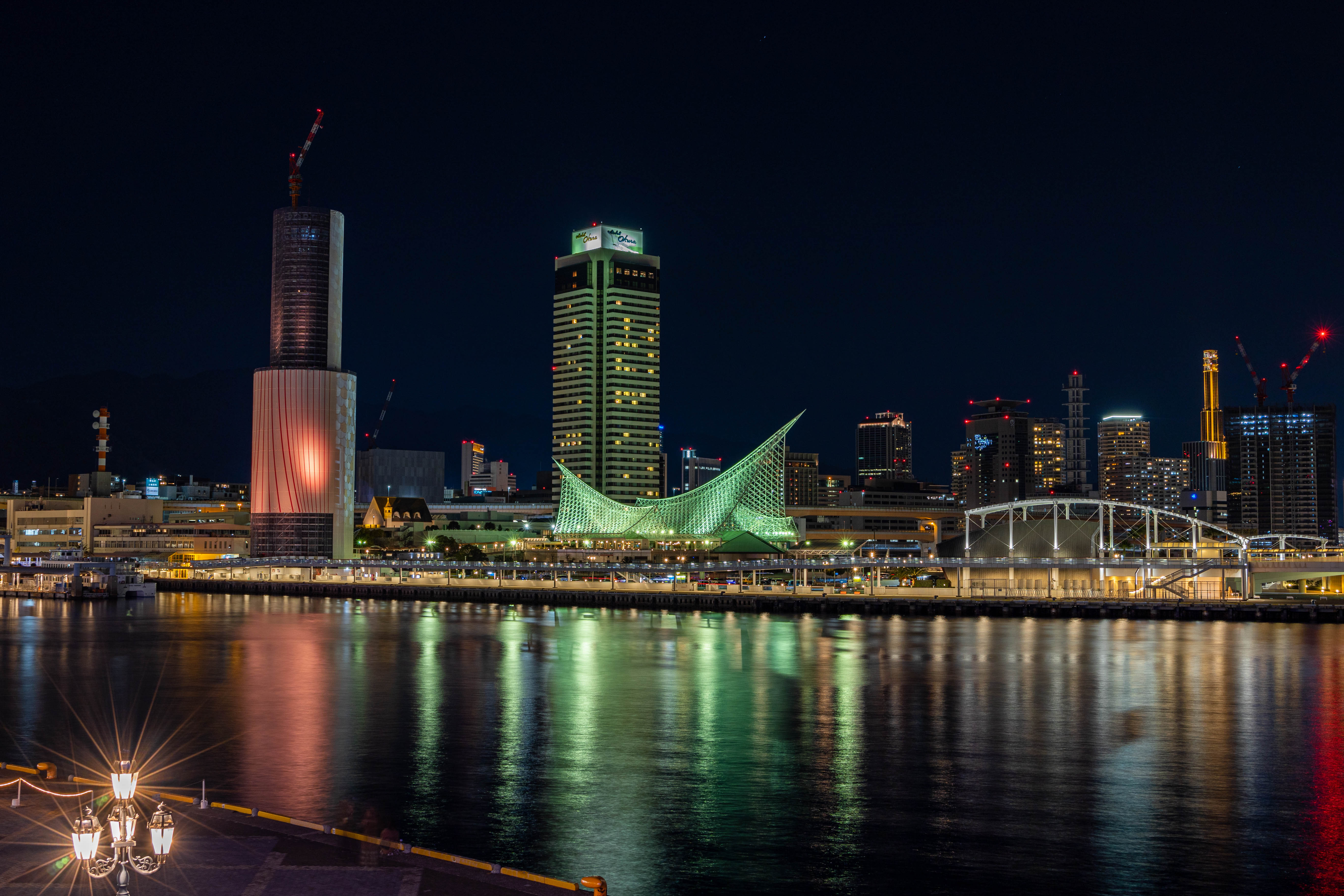
神戸モザイクから見た夜のメリケンパーク。ポートタワーは改修工事中（2022.2）

## アクセス
- JR・阪神　元町駅より徒歩10分
- 神戸市営地下鉄海岸線　みなと元町駅より徒歩5分
- 山陽新幹線新神戸駅よりタクシーで12分
- 三宮駅または新神戸駅よりシャトルバス